# 南城街道 (单县)
南城街道，是中华人民共和国山東省菏泽市单县下辖的一个乡镇级行政单位。

## 行政区划
南城街道下辖以下地区：
西郊社区、南店子社区、老山顶社区、南关社区、郭黄庄村、马六村、鹿湾村、权楼村、董庄村、西郊村、单楼村、七里庄村、刘海村、魏六村、东郊村、南旧关村和郭庄村。